# Live at Budokan: Bonez Tour
Live at Budokan: Bonez Tour je DVD od kanadske pjevačice Avril Lavigne s njene druge turneje, Bonez Tour, objavljen je u 2005. godini. Objavljen je samo u Japanu.

## Popis pjesama
1. "He Wasn't"
2. "My Happy Ending"
3. "Take Me Away"
4. "Freak Out"
5. "Unwanted"
6. "Anything But Ordinary"
7. "Who Knows"
8. "I'm With You"
9. "Losing Grip"
10. "Together"
11. "Forgotten"
12. "Tomorrow"
13. "Nobody's Home"
14. "Fall to Pieces"
15. "Don't Tell Me"
16. "Sk8er Boi"
17. "Complicated"
18. "Slipped Away"
19. "Iza scena"

## Impresum
- Snimljeno: Nippon Budokan, 10. svibnja, 2005.
- Snimio: FIP
- Producirao i režirao: Toru Uehara
- Montirao: Joe Ueno
- Fotografije: Tony Mott
- Dizajn DVD omota: Jam-0/John Rummen @ Artwerks Design
- Miksao: Tom Lord-Alge
- Miksano na: South Beach Studios
- Pomogao: Femio Hernandez

Iza scena: 
- Režirao(i):  Ryuzo Hirata, Ryoichiro Obata
- Montirao: Yoshinori Saburi

- Avril Lavigne: Vokal, gitara, piano
- Devin Bronson: Gitara
- Craig Wood: Gitara
- Charles Moniz: Bass
- Matt Brann: Bubnjevi

## Datumi izdanja
| Regija | izdanje    | Datum              | Kuća      |
| ------ | ---------- | ------------------ | --------- |
| Japan  | Standardno | 7. prosinca, 2005. | BMG Japan |
| Japan  | Limitirano | 26. studenog, 2008 | BMG Japan |